# Unió Esportiva Sant Andreu
Maillots
Actualités
L'Unió Esportiva Sant Andreu est un club espagnol de football basé dans le quartier de Sant Andreu, à Barcelone.

## Histoire
Le club évolue pendant 11 saisons en Segunda División (deuxième division) : de 1950 à 1953, puis pendant 8 saisons consécutives entre 1969 et 1977. Il obtient son meilleur classement en deuxième division lors de la saison 1950-1951, où il se classe 4e du Groupe I, avec 15 victoires, 5 matchs nuls et 12 défaites.
Le club évolue en Segunda División B (troisième division) de 1977 à 1980, puis de 1990 à 1997, ensuite de 2005 à 2007, et enfin de 2008 à 2015, soit un total de 19 saisons disputées à ce niveau.
L'UE Sant Andreu atteint les seizièmes de finale de la Copa del Rey lors de la saison 2013-2014, en étant éliminé par l'Atlético de Madrid, ce qui constitue sa meilleure performance dans cette compétition.

## Palmarès
- Champion de Tercera División en 1950, 1958, 1969, 1985 et 1990

## Logo du club

Ancien logo
Logo actuel

## Anciens joueurs
- Joan Babot
- Ramón Calderé
- Mariano Martín
- Josep Munné i Sampere
- Juan Pellicer
- Miguel Retuerto
- Manuel Va
- Francisco Virgós
- Josep Villarroya